# Сумбаев, Олег Игоревич
Олег Игоревич Сумбаев (4 февраля 1930, Иркутск — 2 октября 2002) —
советский и российский физик-экспериментатор, член-корреспондент АН СССР (1979), член-корреспондент РАН (1991).

## Биография
Родился в Иркутске. Сын Игоря Степановича Сумбаева, профессора психиатрии.
После окончания в 1954 году физико-механического факультета Ленинградского политехнического института по специальности ядерная физика, до 1957 года работал в рентгенометрической лаборатории Всесоюзного научно-исследовательского института метрологии имени Д. И. Менделеева (ныне Всероссийский НИИ метрологии имени Д. И. Менделеева). Здесь началась его работа по созданию первого в стране фокусирующего кристалл-дифракционного гамма-спектрометра. Уже в 1956 году спектрометр заработал. Это событие положило начало тщательным и всесторонним кристалл-дифракционным исследованиям и применению дифракционных методов в самых различных областях физики.
В 1957 году защитил кандидатскую диссертацию на тему «Создание двухметрового кристалл-дифракционного спектрометра и его применение к исследованию гамма-спектров».
В 1957 году О. И. Сумбаев перешёл на работу в филиал Ленинградского физико-технического института в Гатчине, где началось строительство нового реактора. Уже в 1961 году были получены первые экспериментальные результаты по эффекту Моссбауэра в изотопах вольфрама. Это была одна из первых работ, выполненных на реакторе ВВР-М. Сейчас спектрометр ГСК-1 успешно используется для измерений малых энергетических смещений рентгеновских линий.
В 1966 г. защитил докторскую диссертацию на тему: «Малые энергетические смещения рентгеновских линий». В 1975 году получил звание профессора, а в 1979 г. был избран членом-корреспондентом Академии наук СССР.
С 1962 года он был бессменным руководителем сначала сектора, а потом лаборатории рентгеновской и гамма-спектроскопии, которая положила начало нескольким самостоятельным группам и лабораториям со своими тематиками.
С 1972 по 1985 год — директор Ленинградского института ядерной физики АН СССР имени Б. П. Константинова. С 1985 года — старший научный сотрудник ЛИЯФ.

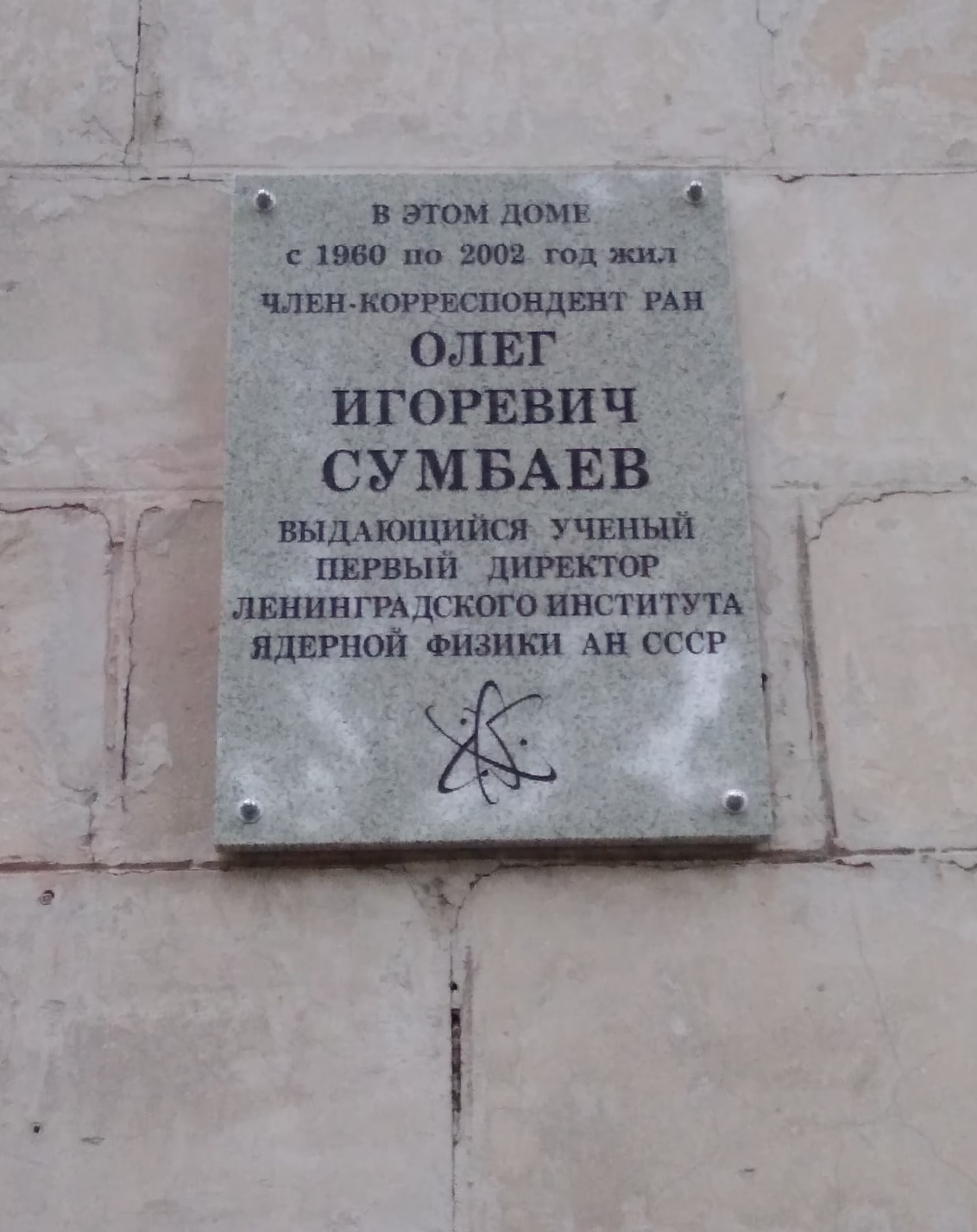
Мемориальная доска Сумбаеву Олегу Игоревичу в Гатчине

## Научная деятельность
Основные работы О. И. Сумбаева в области атомной и ядерной физики. Обнаружил эффекты химического и изотопического смещения рентгеновских линий в тяжелых элементах, явления сверхтонкого уширения и смещения рентгеновских линий. Исследовал возбужденные состояния, зарядовые радиусы и магнитные моменты ядер, электронную структуру кристаллохимических связей. Построил так называемое квазимозаичное приближение теории дифракции гамма-излучения на упруго деформированных монокристаллах. 
Обнаружил ряд тонких эффектов в рентгеновских спектрах тяжёлых элементов.
Он автор более семидесяти научных работ и изобретений, среди которых монография «Кристалл-дифракционные гамма-спектрометры» и ряд крупных обзоров.
Внёс существенный вклад в развитие физики дифракции рентгеновских и гамма лучей, а также нейтронов в совершенных и упруго деформированных кристаллах. Созданный им метод измерения малых энергетических смещений рентгеновских линий позволил получить совершенно новые результаты и открыть ряд новых направлений исследования.
Сумбаев был основателем и руководителем научной школы дифракционных исследований. Под его руководством защищено две докторские и более десяти кандидатских диссертаций.

## Избранные труды
- Кристалл-дифракционные гамма-спектрометры / О. И. Сумбаев. — Москва : Госатомиздат, 1963. — 111 с. : черт.
- О проявлениях величины, близкой к массе электрона, в энергиях ядерных уровней / О. И. Сумбаев. — Л. : ЛИЯФ, 1990. — 31 с. : ил.; 20 см. — (Препр. АН СССР, Ленингр. ин-т ядер. физики им. Б. П. Константинова; N 1637).
- Модель эффектов группирования уровней ядер и масс частиц / О. И. Сумбаев. — СПб. : ПИЯФ, 1992. — 41 с. : ил.; 21 см. — (Препринт. Рос. акад. наук, Петербург. ин-т ядер. физики им. Б. П. Константинова; N 1811).
- и др. труды по атомной и ядерной физике.

Под его редакцией
- Академик Б. П. Константинов : Воспоминания. Статьи. Документы. / АН СССР, Ленингр. ин-т ядер. физики им. Б. П. Константинова; Отв. ред. О. И. Сумбаев. Составители: А. В. Зайцева [и др.]. — Л. : Наука : Ленингр. отд-ние, 1985. — 295 с. : ил., 1 л. портр.

## Награды
- орден Октябрьской Революции (01.02.1980)[1]
- орден Трудового Красного Знамени
- орден «Знак Почёта»
- Премия им. Б. П. Константинова.

## Память
В Гатчине на доме № 18 по ул. Гагарина, где в 1960 — 2002 жил ученый, установлена мемориальная доска в феврале 2020 года. 